# Ratusz w Pilźnie

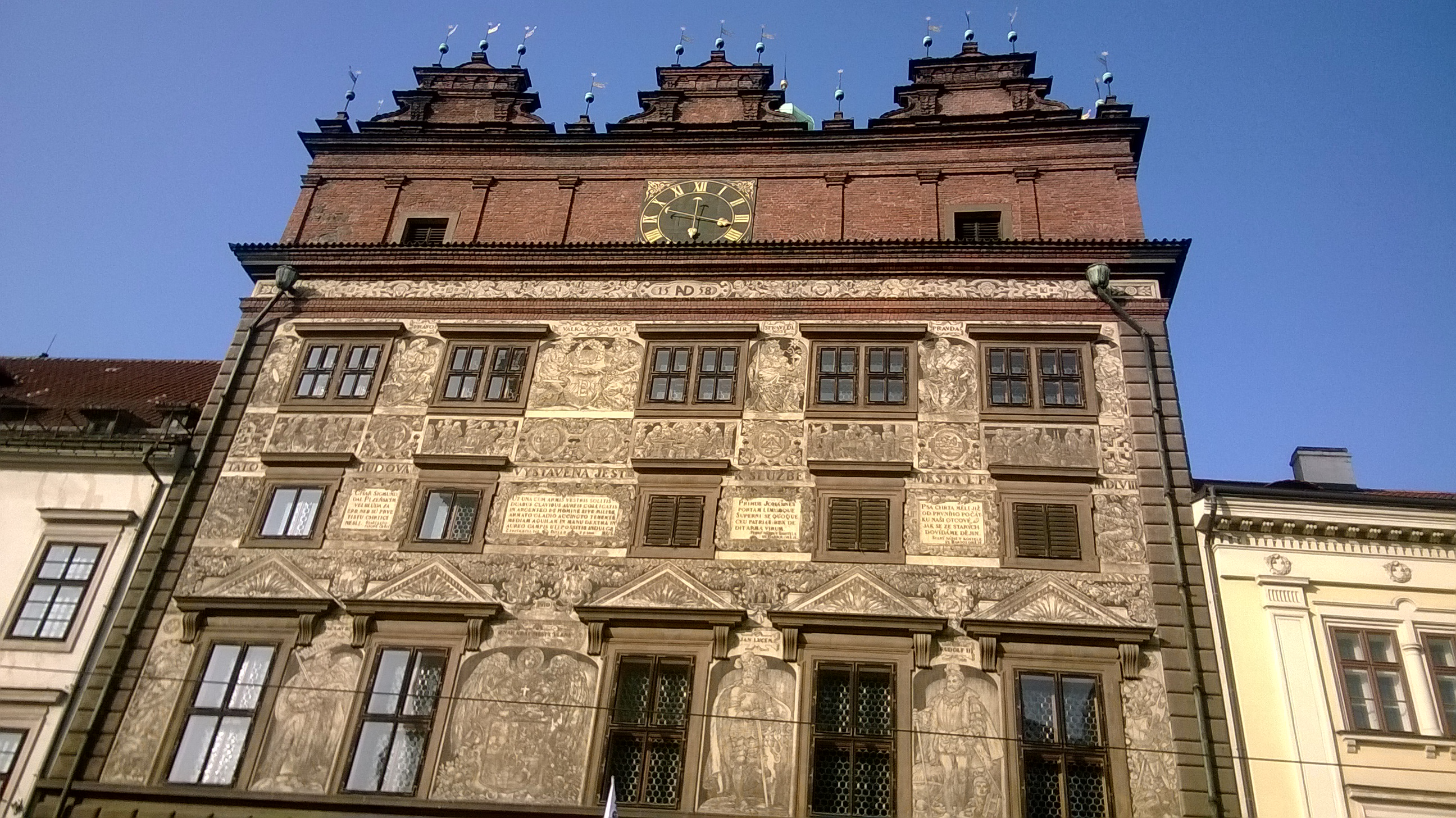
Ratusz w Pilźnie

Ratusz w Pilźnie (cz. Plzeňská radnice) – renesansowy budynek znajdujący się na Náměstí Republiky w Pilźnie. Siedziba magistratu miasta. Obiekt jest chroniony jako zabytek kultury Republiki Czeskiej.

## Historia
Pierwotny ratusz stał w pobliżu Chotěšovskiego domu. W XV wieku został wykupiony największy dom w północnej części placu. W połowie XV wieku został przebudowany na potrzeby rady miasta. Architektem budynku był Włoch Giovanni de Statia z Lugano, który przebudował w stylu włoskiego renesansu. Ratusz stał się pierwszym renesansowym budynkiem w mieście. Ratusz sąsiaduje z kamienicami Císařský dům i Pechátovský dům.

## Ozdoby
Na Sgraffito przedstawiono: Jana Luksemburskiego, Wacława II, Rudolfa II, wojnę i pokój, prawo, sprawiedliwość, prawdę i herb Pilzna.

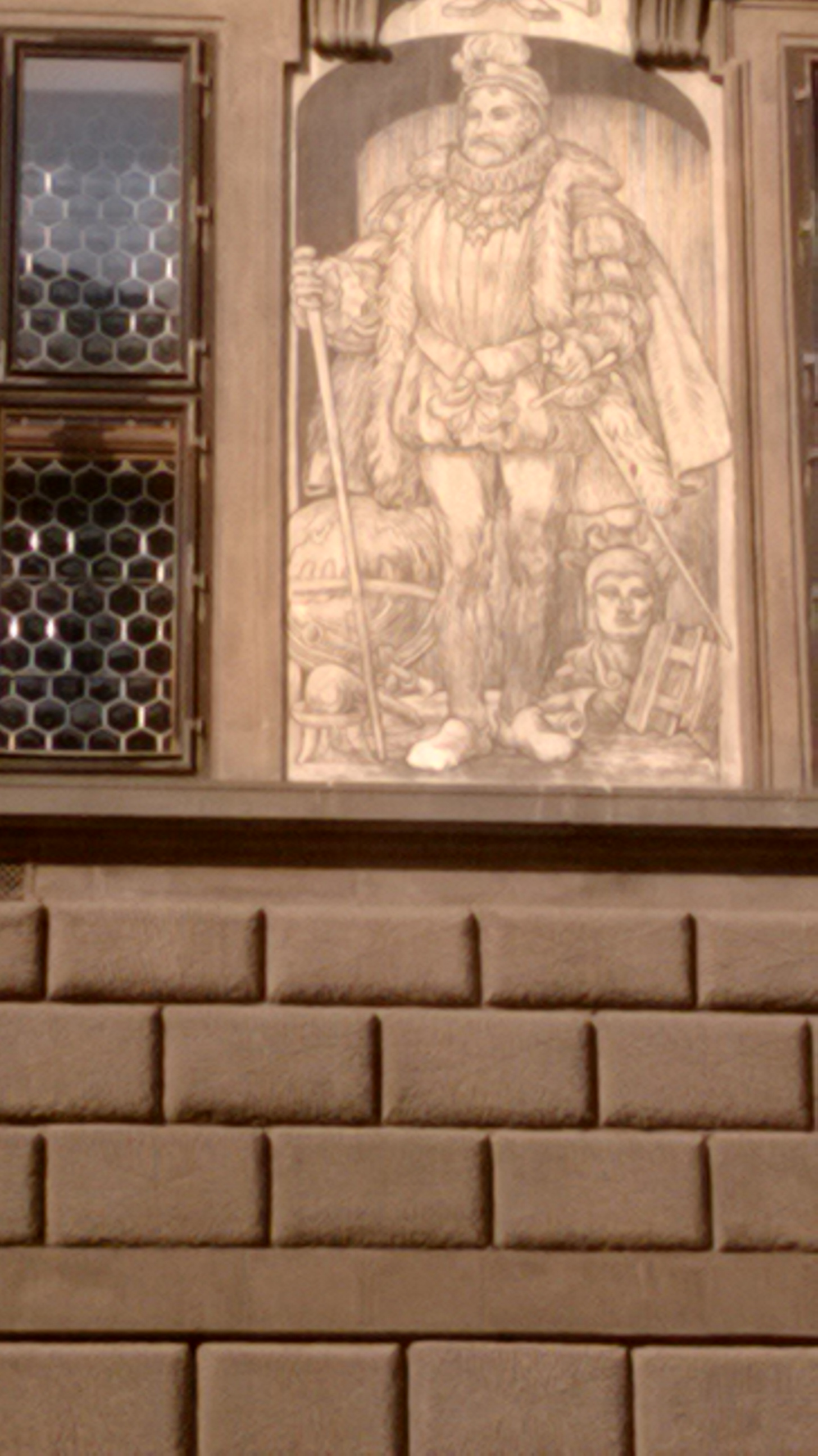
Rudolf II Habsburg
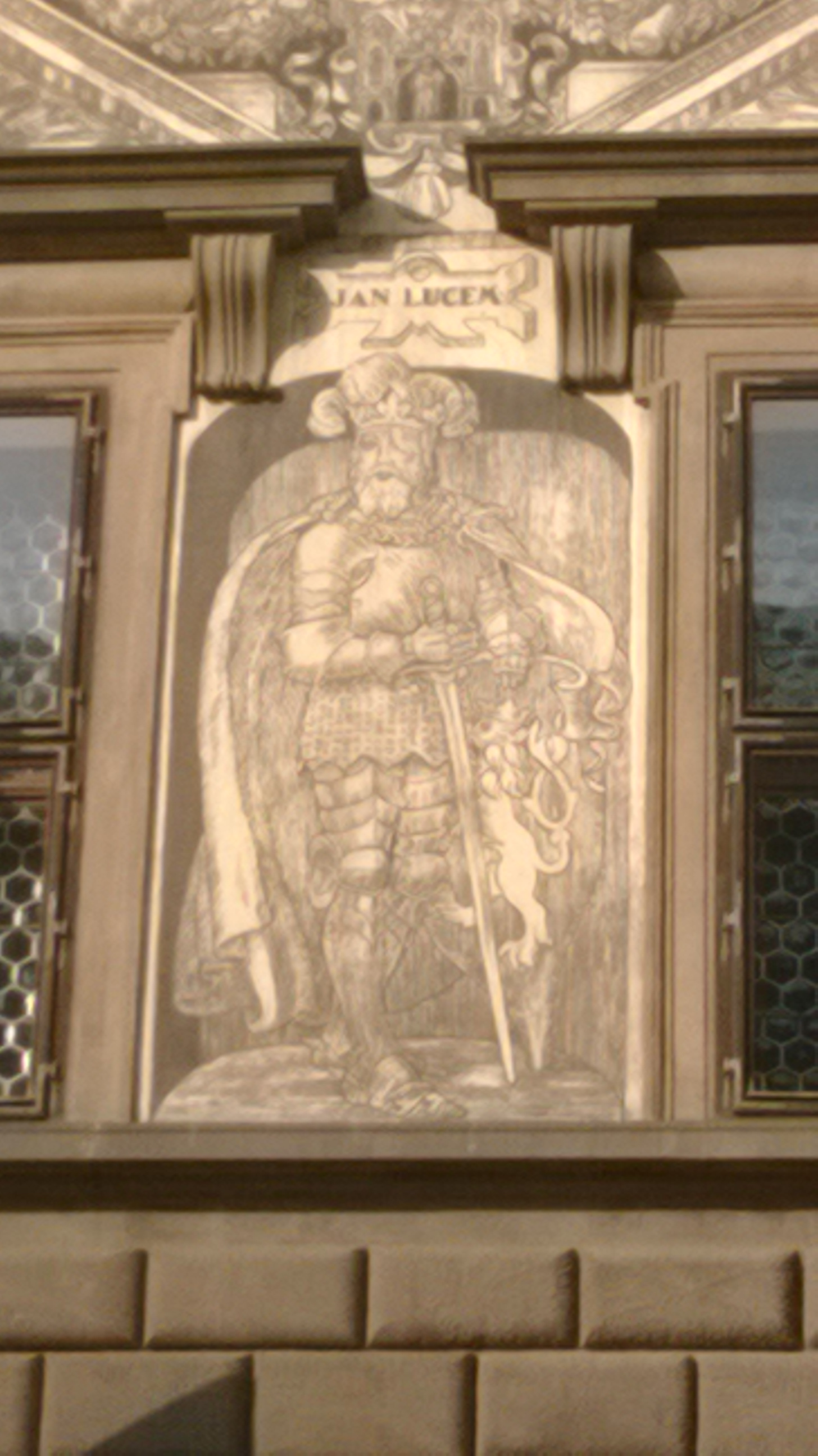
Jan Luksemburski
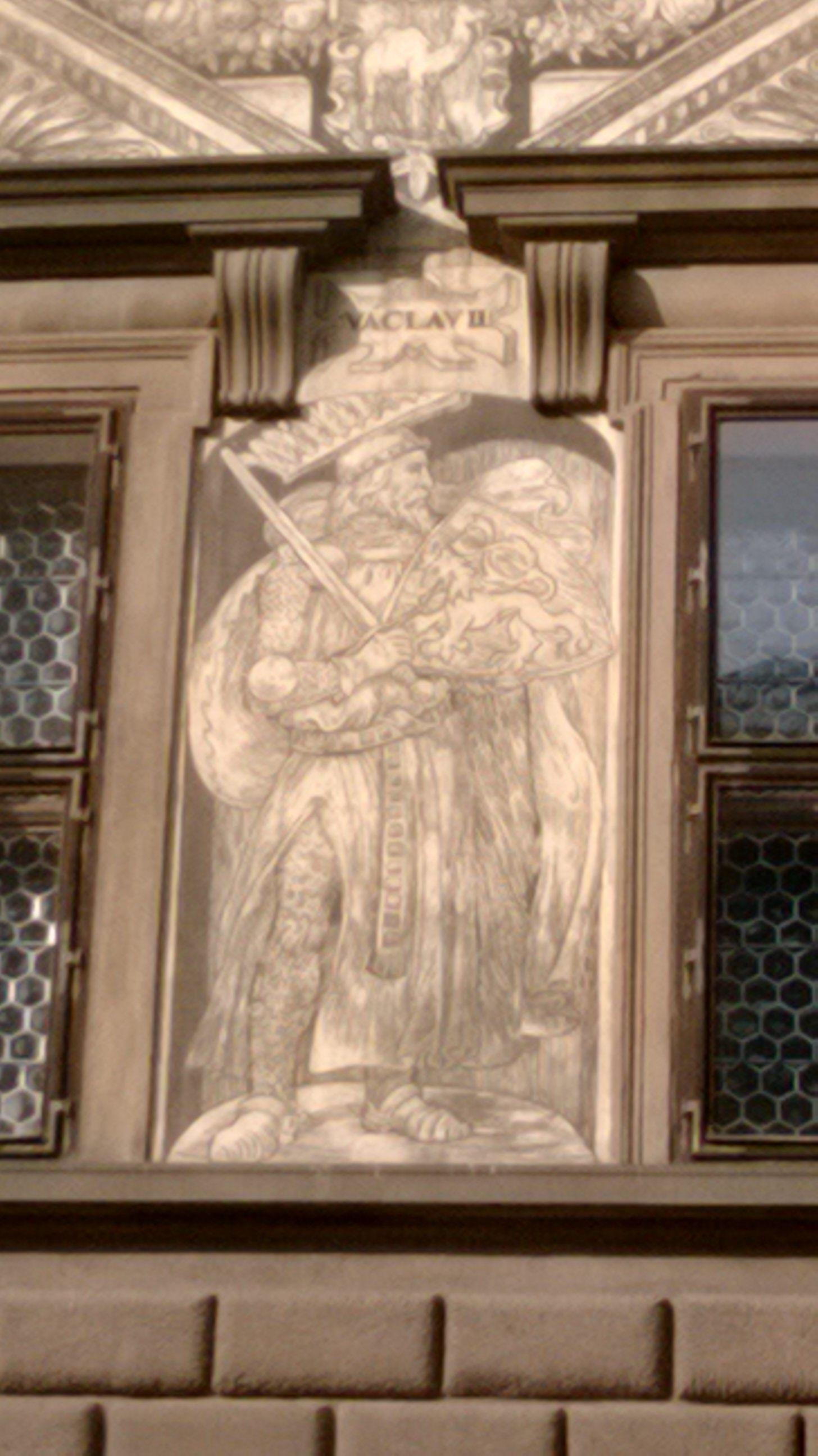
Wacław II
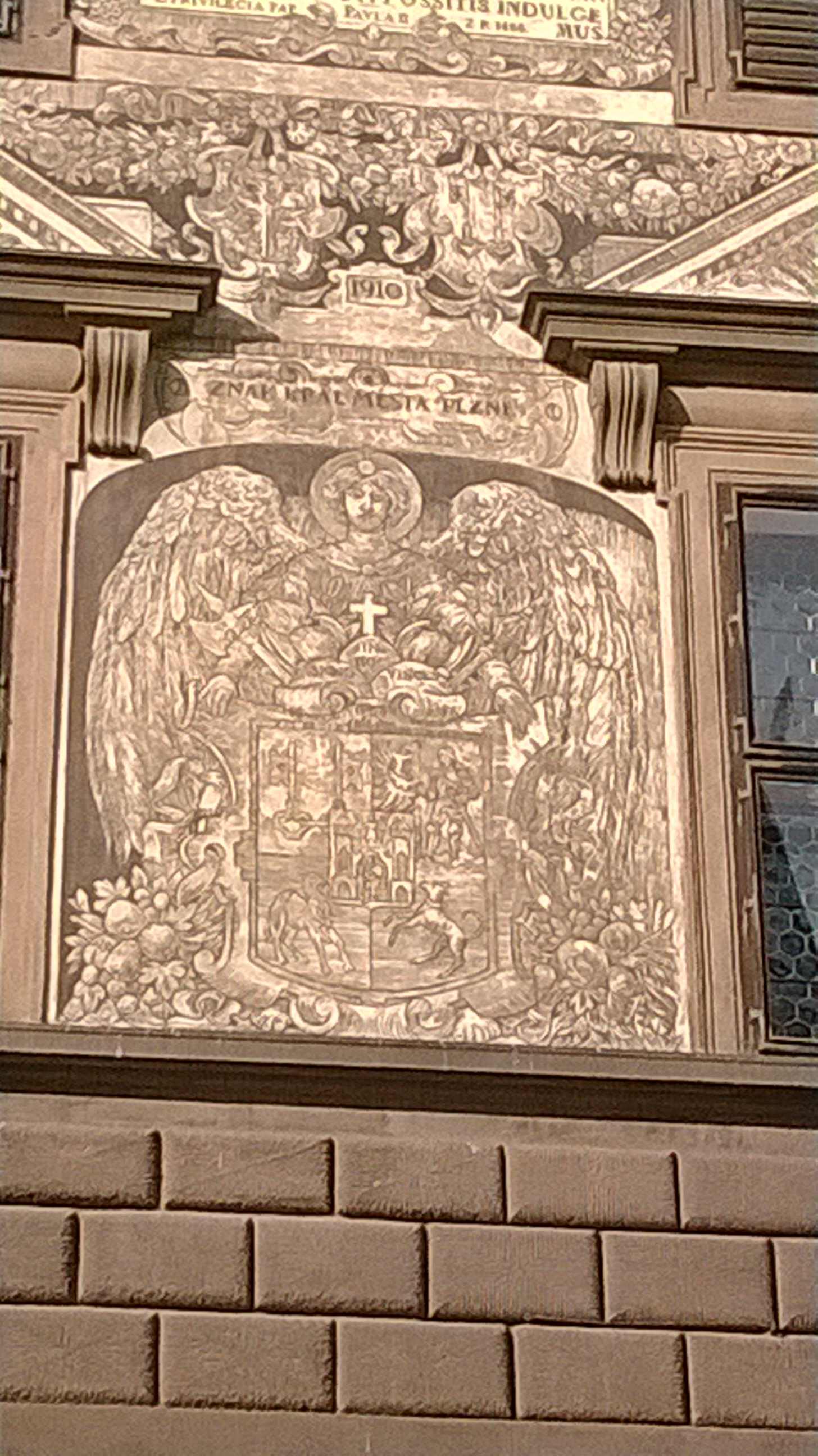
Herb Pilzna